# Okies

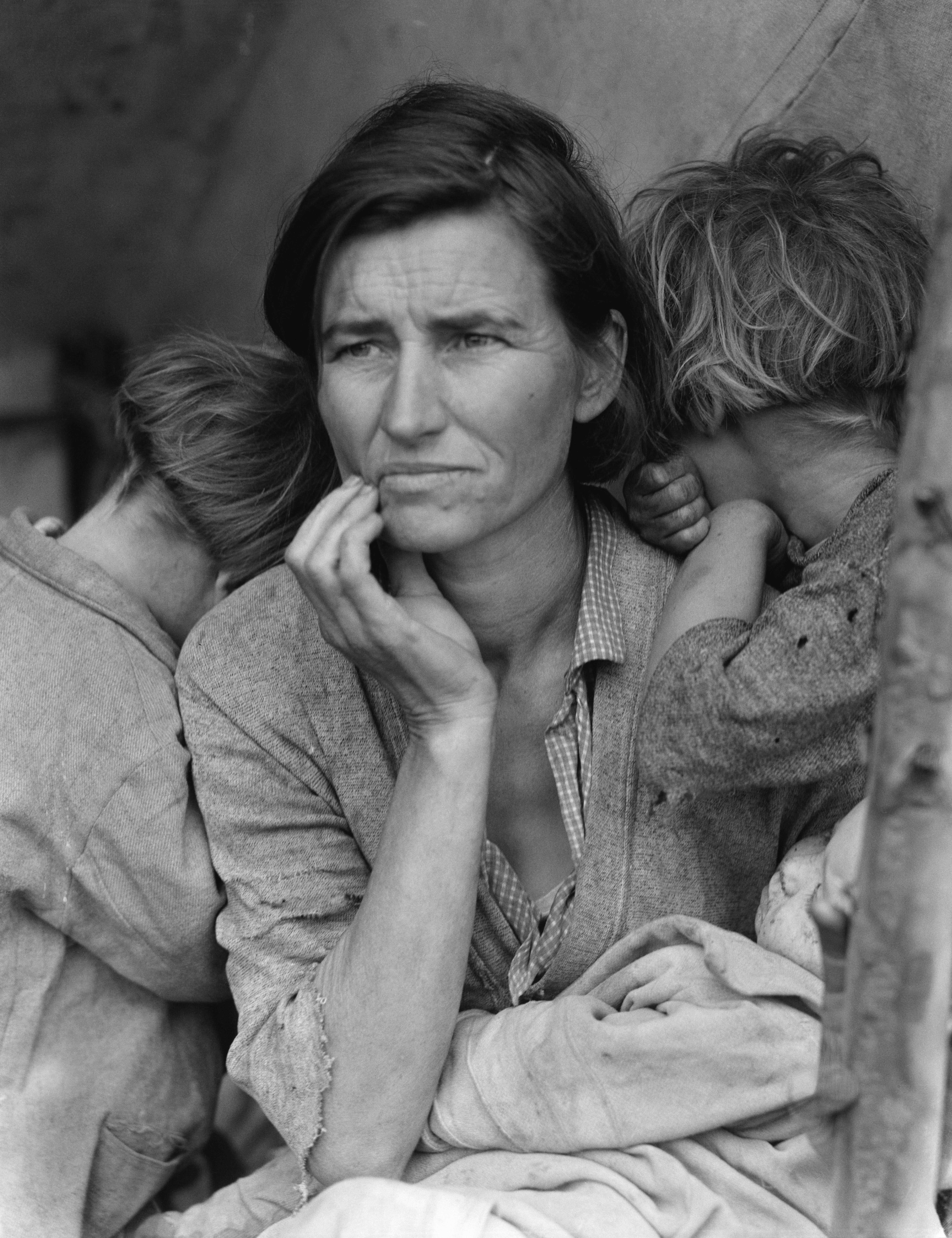
Florence Owens Thompsonová, která se stala symbolickou postavou migrace Okies

Okie je výraz americké angličtiny, který zkráceně označuje stát Oklahoma a jeho obyvatele. Zpravidla se používá ve specifickém významu pro příslušníky velké migrační vlny ve třicátých letech 20. století, kdy v důsledku Velké hospodářské krize a úpadku zemědělství způsobeného klimatickým jevem Dust Bowl odešlo asi 1,3 milionu obyvatel Velkých planin za obživou do Kalifornie a dalších bohatých států. Oklahomu tehdy opustilo 15 % obyvatel a ačkoli většina migrantů nepocházela z Oklahomy, ale ze sousedních států (Texas, Kansas, Arkansas), začal se pro všechny používat pejorativní výraz Okies nebo Oakies. Vykonávali nejhorší práce za minimální mzdu, žili v táborech s katastrofálními hygienickými podmínkami, starousedlíci jimi opovrhovali, na vchodech restaurací se objevovaly nápisy: „Pro Okies a psy vstup zakázán“. Situaci Okies zlepšila druhá světová válka a rozvoj zbrojního průmyslu, který vytvořil nová pracovní místa, jejich potomci se už ke svým kořenům začali hrdě hlásit. 
Jedním z Okies byl písničkář Woody Guthrie, jeho cesta do Kalifornie byla zobrazena ve filmu Cesta ke slávě. Život Okies vylíčil John Steinbeck v románu Hrozny hněvu i další spisovatelé, např. Jack Kerouac, Henry P. Charles, Frank Bergon nebo Gerald Haslam.
Countryový hudebník Merle Haggard složil o svém oklahomském původu píseň „Okie from Muskogee“. Rodák z Oklahoma City JJ Cale nazval své třetí album Okie.
Americký pilot za druhé světové války Quince L. Brown pojmenoval svůj stroj Republic P-47 Thunderbolt „Okie“. 
Humorista Will Rogers s nadsázkou prohlásil, že stěhování zchudlých farmářů z Oklahomy do Kalifornie zvýšilo průměrnou inteligenci obyvatel obou států. Tento postřeh bývá označován jako „fenomén Willa Rogerse“.